# Tour de Flandes 1929
El Tour de Flandes 1929 és la 13a edició del Tour de Flandes. La cursa es disputà el 17 de març de 1929, amb inici a Gant i final, per primera vegada, a Wetteren després d'un recorregut de 216 quilòmetres.
El vencedor final fou el belga Jef Dervaes, que s'imposà en solitari en l'arribada a Wetteren. Els també belgues Georges Ronsse i Alfred Hamerlinck foren segon i tercer respectivament.

## Classificació final
|    | Ciclista                     | Equip                       | Temps      |
| -- | ---------------------------- | --------------------------- | ---------- |
| 1  | Jef Dervaes (BEL)            | Genial Lucifer - Hutchinson | 7h 01' 50" |
| 2  | Georges Ronsse (BEL)         | La Française-Diamant-Dunlop | + 4' 10"   |
| 3  | Alfred Hamerlinck (BEL)      | Genial Lucifer - Hutchinson | + 5' 10"   |
| 4  | Jean Mertens (BEL)           | Alcyon-Dunlop               | + 5' 10"   |
| 5  | Gustaaf van Slembroeck (BEL) | Genial Lucifer - Hutchinson | + 5' 10"   |
| 6  | André Verbiest (BEL)         |                             | + 5' 10"   |
| 7  | August Verdyck (BEL)         | Genial Lucifer - Hutchinson | + 5' 10"   |
| 8  | Julien Vervaecke (BEL)       | Alcyon-Dunlop               | + 5' 10"   |
| 9  | Ernest Mottard (BEL)         | Genial Lucifer - Hutchinson | + 10' 10"  |
| 10 | Julien Delbecque (BEL)       | Gouden Hand                 | + 10' 40"  |